# Accidente aéreo del Cessna 421 de la Comisión Internacional de Límites y Aguas
El Accidente aéreo del Cessna 421 de la Comisión Internacional de Límites y Aguas, ocurrió el 15 de septiembre de 2008, el avión un Cessna 421, despegó a las 10:00 a. m. Tiempo del Centro del Aeropuerto Internacional de El Paso, Texas, hacia Presidio, Texas; en un vuelo para inspeccionar los diques del Río Bravo a ambos lados de la frontera entre Estados Unidos y México. El 16 de septiembre, la SRE confirmó la búsqueda del avión sin resultados. El gobernador de Chihuahua, José Reyes Baeza Terrazas, confirmó el 16 de septiembre el desplome de una avioneta en un punto entre El Paso y Presidio, Texas. El 17 de septiembre se localizaron los restos del avión, en el municipio de Ojinaga, aunque la cancillería mexicana afirmó que continúa la búsqueda de la aeronave y sus tripulantes. La avioneta fue localizada en la Sierra Barrancos de Guadalupe a unos 20 km dentro de territorio mexicano, cerca de la localidad San Antonio de Bravo, Chihuahua, confirmándose la muerte de los comisionados de México: José Arturo Herrera Solís y de Estados Unidos: Carlos Marín y Jake Brisbin así como del piloto Matthew Peter Juneau. El Senado de México, guardó un minuto de silencio en memoria del comisionado mexicano, que mantuvo su cargo desde 1989. El 19 de septiembre, a las 14:00 horas Tiempo de la Montaña, arribaron a Ciudad Juárez, Chihuahua, los cadáveres de los funcionarios internacionales del CILA, los cuales fueron rescatados por personal de la SEDENA, PGR,  Gobierno del Estado de Chihuahua y autoridades municipales de Ojinaga.